# Welcome to Tomorrow (Are You Ready?)
Welcome to Tomorrow (Are You Ready?) è un singolo del gruppo musicale tedesco Snap!, pubblicato il 21 agosto 1994 come primo estratto dal terzo album in studio Welcome to Tomorrow.

## Tracce
7" Single
1. Welcome to Tomorrow – 4:12
2. Welcome to Tomorrow (7" Instrumental) – 4:12

12" Single
1. Welcome to Tomorrow (12" Long Edit) – 8:01
2. Welcome to Tomorrow (B-Mix) – 6:32
3. Rame – 6:02

CD Maxi
1. Welcome to Tomorrow (Radio Edit) – 4:12
2. Welcome to Tomorrow (5" Instrumental Ahahaa Edit) – 6:20
3. Welcome to Tomorrow (B-Mix) – 6:32

## Classifiche

### Classifiche settimanali
| Classifica (1994) | Posizione massima |
| ----------------- | ----------------- |
| Austria           | 11                |
| Belgio (Fiandre)  | 4                 |
| Europa            | 6                 |
| Finlandia         | 1                 |
| Germania          | 4                 |
| Irlanda           | 11                |
| Italia            | 6                 |
| Paesi Bassi       | 9                 |
| Regno Unito       | 6                 |
| Spagna            | 8                 |
| Svezia            | 32                |
| Svizzera          | 13                |

### Classifiche di fine anno
| Classifica (1994) | Posizione |
| ----------------- | --------- |
| Belgio (Fiandre)  | 14        |
| Germania          | 52        |
| Italia            | 57        |
| Paesi Bassi       | 60        |